# 시드니 엔터테인먼트 센터
시드니 엔터테인먼트 센터(Sydney Entertainment Centre)는 오스트레일리아 뉴사우스웨일스주 시드니에 위치한 실내 경기장이다. NBL 시드니 킹스의 홈 경기장으로 사용되고 있다. 2016년 1월 1일 철거할 예정이다.